# Romelia Alarcón Folgar
Romelia Alarcón Barrios de Folgar (1900-1971) fue una poeta, periodista, y sufragista guatemalteca. Muchos de sus temas tuvieron que ver con el entorno y los derechos de las mujeres. Está considerada una de las poetas más notables de Guatemala en el siglo XX.

## Biografía
Romelia nació en 1900 en Cobán, Alta Verapaz, Guatemala de María Barrios Noriega y Salvador Alarcón. Se casó con Domingo Folgar Garrido y tuvieron siete niños. No comenzó a escribir hasta tener crecida a su familia y toda su obra la hizo con su apellido de casada. A través de sus lazos con intelectuales y artistas, a pesar de una carencia de formación formal, fue capaz de crear una carrera en periodismo y como poeta deviniendo "una de las poetas guatemaltecas más importantes del siglo XX". En 1945, inspirada en el éxito del sufragio por mujeres en Inglaterra, Francia, y EE. UU. Alarcón se unió con Laura Bendfeldt, María Albertina Gálvez, Clemencia de Herrarte, Gloria Menéndez Mina, Adriana de Palarea, Graciela Quan y Magdalena Spínola para formar el Comité Pro-Ciudadanía para luchar por el sufragio de las mujeres guatemaltecas.
Romelia trabajó como periodista de radio y a veces para diarios, también publicando piezas en revistas. Fundó la Revista Minuto y como editora de la Revista Pan-Americana, viajó internacionalmente. Publicó trece libros durante su vida y después de su muerte, una de sus hijas publicó dos más. En 1938, empezó a publicar poemas con el libro Llamaradas (Blaze). En él, habla como una ecologista precursora y la obligación de preservar naturaleza como medios de proteger la población mestiza. A diferencia de poemas más tardíos, conocidos por sus comentarios sociales, la colección en Llamarades se unían por el tema central de proteger al gran árbol Maya. Algunas de sus primeras obras se centran en temas domésticos que no estaban dentro de los límites de lo que se esperaba en la poesía del día. Otros discutieron la lucha por crear. Ya, los trabajos más tardíos denunciaban el sitio de las mujeres en la sociedad, la carencia de libertad y sus trabajos finales lamentaban su invisibilidad e incomodidad de no ser comprendidas.
Alarcón Folgar murió el 19 de julio de 1971 y fue inhumada en el Cementerio General en Ciudad de Guatemala.

## Obras

### Poemas
- 1938 Plaquetes
- 1938 Llamaradas
- 1944 Cauce
- 1944 Clima verde en dimensión de angustia
- 1954 Isla de novilunios
- 1957 Viento de colores
- 1958 Día vegetal
- 1959 Vigilia blanca
- 1961 Claridad
- 1963 Poemas de la vida sencillo
- 1964 Pecado brújula
- 1964 Plataforma de cristal
- 1966 Pasos sobre la yerba
- 1967 Casa de pájaros
- 1970 Tránsito terrestre
- 1972 Tiempo inmóvil
- 1976 Más allá de la voz
- 1976 El Vendedor de trinos

```
Epístola a Jesucristo
```

### Cuentos[7]
- 1950 Cuentos de la Abuelita
- 1964 Pecado brújula: cuentos
- 1968 Gusano de luz: cuentos infantiles
- 1968 Vendedor de trinos: cuentos de misterio